# Jachting
Jachting je sport provozovaný na plachetnicích poháněných silou větru. Jedná se především o plavbu na vodě. Pro nedostatek lepšího názvosloví se hovoří i o jachtingu na zamrzlé vodě – ledním jachtingu. V poslední době se používá přeneseného názvu jachting také pro jiné povrchy jako je písek, popř. pevná zem. Provoz motorových člunů se nazývá vodní motorismus.

## Historie jachtingu
Plavba na plachetnici je pravěký vynález, po tisíciletí používaný jako způsob vodní dopravy. Předpokládá se, že závody plachetnic začaly v Nizozemí někdy v 17. století, odkud brzy postoupily do Anglie, kde se začaly objevovat první na zakázku zhotovené závodní jachty. V roce 1851 vyzval americký jachetní klub v New Yorku své členy k prvnímu souboji s Britským královským jachtklubem, a to vedlo k založení slavné tradice Amerického poháru, nejstarší dodnes existující sportovní soutěže na světě. První regatu vyhráli Američané, kteří slavnou trofej ubránil až do roku 1983, kdy ji získala posádka lodi Australia II. Postupem času se závody jachet, a to nejenom na moři, vyvíjely spolu se zdokonalováním výcviku posádek. Jachting je olympijský sport. V programu olympijských her je již od roku 1896, to se ovšem kvůli bezvětří nezávodilo. První olympijská regata se tak odjela v roce 1900.
Závodní jachting se v českých zemích zrodil 25. září 1870, kdy byl uspořádán první závod na Vltavě. Na podzim roku 1893 vznikl z iniciativy Josefa Rösslera-Ořovského Český Yacht Klub (ČYK). Letopočet 1893 se tak stal rokem vzniku organizovaného jachtingu v Čechách.

## Jachting jako sport

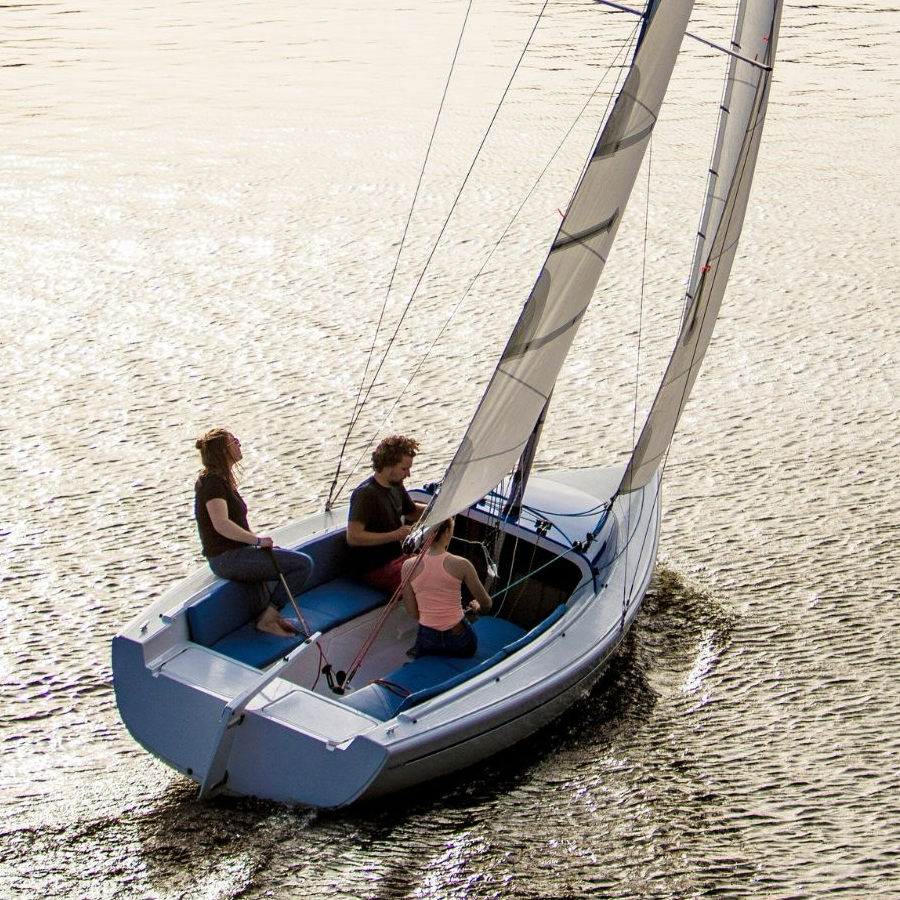
Jachting je radost na vodě.

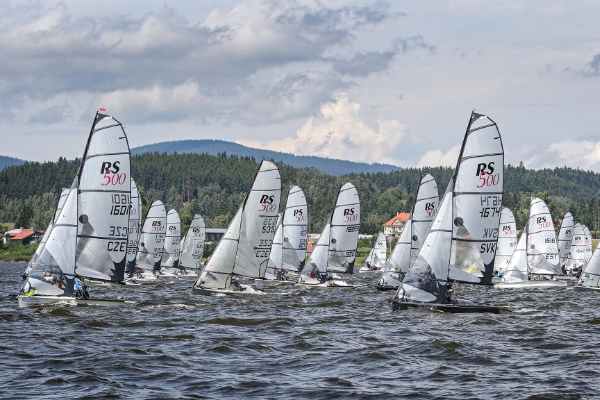
Jachting na Lipně. Plachetnice po startu závodu.

Rozdělením lodí do jednotlivých kategorií a přesným určením tvaru a velikosti malých závodních plachetnic s jedním stěžněm vznikl sport, kterému se dnes v Česku říká okruhový jachting. Provozuje se v pobřežních vodách, na jezerech a řekách s jedno-  nebo vícečlennou posádkou. Dnes jsou jachtařské závody malých plachetnic nejrůznějších kategorií dostupným sportem pro nejširší veřejnost, pro děti i mládež. Závodění na plachetnicích je běžné ve všech zemích světa, kde se nacházejí vhodné vodní plochy s dobrými větrnými podmínkami. Většina závodů probíhá mezi loděmi jednoho typu. Okruhový jachting patří do programu letních olympijských her. Sportovní plachetnice mohou mít buď jednu plachtu, nebo dvě – většinou hlavní plachtu a kosatku a obvykle nesou i třetí – spinakr nebo genakr, které se používají při plavbě po větru. Závodní plachetnice jsou rozděleny do mnoha lodních tříd – v Česku závodí děti například ve třídách Optimist, RS Tera, Cadet nebo RS Feva, dospělí ve třídách ILCA, Finn, Fireball nebo RS500.
Existují také velké námořní kajutové plachetnice, které závodí především na moři a na těch největších se uplatňují nejnovější poznatky v konstrukci lodí. Vítězství ve velkých transatlantických závodech je prestižní událostí a slouží jako skvělá prezentace jednotlivých států a sponzorských firem. Existují nejrůznější druhy závodů (regat), například soutěže osamělých mořeplavců, etapové závody mnohočetných posádek, pluje se přes Atlantik nebo kolem světa, nonstop nebo na etapy, a závodí se i na okruzích blízko břehu pro diváky.

## Jachting jako životní styl
Jachting je nejenom sportem, ale i životním stylem. Po celém světě najdete tisíce lodí a posádek, které tráví dlouhé měsíce a roky na moři. Přeplavba Atlantiku je dnes relativně běžnou záležitostí a ročně ji absolvují stovky plachetnic. Čeští jachtaři se plaví především v chorvatských vodách Jadranu. Jachting je také druh turistiky nebo rekreace a v některých námořních zemích i způsob výcviku budoucích námořníků, lodních důstojníků i kapitánů vojenského i obchodního loďstva. 
Plavba na plachetnicích se stala díky využívání nejmodernější navigační a komunikační techniky bezpečnou a dosáhla obrovského rozšíření. Mnoho firem vyrábí sériově moderní trupy a stavba sportovních plachetnic se stala bouřlivě se rozvíjejícím druhem průmyslu. K tomu, abyste zažili rekreační plavbu na moři, nemusíte plachetnici vlastnit. Po celém světě existuje spousta charterových společností, které plachetnice na dovolenou pronajímají. Jachting je tak stále populárnějším způsobem trávení volného času v přírodě.